# Иринд
Иринд (арм. Իրինդ) — село в Арагацотнской области Армении.

## География
Село расположено в западной части марза, на склоне горы Арагац, на расстоянии 46 километров к северо-западу от города Аштарак, административного центра области. Абсолютная высота — 1900 метров над уровнем моря.
Климат
Климат характеризуется как умеренно холодный, влажный (Dfb в классификации климатов Кёппена). Среднегодовая температура воздуха составляет 5,2 °C. Средняя температура самого холодного месяца (января) составляет −8,2 °С, самого жаркого месяца (августа) — 17,4 °С. Расчётная многолетняя норма атмосферных осадков — 474 мм. Наибольшее количество осадков выпадает в мае (83 мм).

## Население
По данным «Сборника сведений о Кавказе» за 1880 год в селе Иринд Эчмиадзинского уезда по сведениям 1873 года было 28 дворов и проживало 179 азербайджанца (указаны как «татары»), которые были шиитами.
По данным Кавказского календаря на 1912 год, в селе Иринд Эчмиадзинского уезда проживало 239 человек, в основном азербайджанцев, указанных как «татары».
| Год переписи | Население          | Население          | Население          | Население            | Население            | Население            |
| Год переписи | Наличное население | Наличное население | Наличное население | Постоянное население | Постоянное население | Постоянное население |
| Год переписи | Всего              | Мужчины            | Женщины            | Всего                | Мужчины              | Женщины              |
| ------------ | ------------------ | ------------------ | ------------------ | -------------------- | -------------------- | -------------------- |
| 2001         | 769                | 374                | 395                | 840                  | 427                  | 413                  |
| 2011         | 664                | 318                | 346                | 712                  | 361                  | 351                  |

| Год  | Численность | Численность |
| ---- | ----------- | ----------- |
| 1831 | 29          | [ 10 ]      |
| 1873 | 179         | [ 10 ]      |
| 1897 | 352         | [ 10 ]      |
| 1926 | 288         | [ 10 ]      |
| 1931 | 403         | [ 10 ]      |
| 1939 | 497         | [ 10 ]      |
| 1959 | 679         | [ 10 ]      |
| 1970 | 735         | [ 10 ]      |
| 1979 | 762         | [ 10 ]      |
| 2001 | 840         | [ 10 ]      |
| 2011 | 712         | [ 11 ]      |